# Gilruthia osbornii
Gilruthia osbornii là một loài thực vật có hoa trong họ Cúc. Loài này được Ewart & Jean White mô tả khoa học đầu tiên năm 1909.